# مزرعه قباد عمرانی
مزرعه قباد عمرانی، روستایی از توابع بخش مرکزی شهرستان عنبرآباد در استان کرمان ایران است.

## جمعیت
این روستا در دهستان محمدآباد قرار دارد. براساس سرشماری مرکز آمار ایران در سال ۱۳۸۵، جمعیت آن ۲۸ نفر (۶ خانوار) و براساس سرشماری مرکز آمار ایران در سال ۱۳۹۵، ۱۶ نفر (۵ خانوار) بوده‌است.